# Eschborn-Frankfurt 2025
Eschborn-Frankfurt 2025 – 64. edycja wyścigu kolarskiego Eschborn-Frankfurt, która odbyła się 1 maja 2025 na trasie o długości ponad 198 kilometrów, biegnącej z Eschborn do Frankfurtu nad Menem. Impreza kategorii 1.UWT była częścią UCI World Tour 2025.

## Drużyny
| WorldTeams (14)- Alpecin-Deceuninck - Arkéa-B&B Hotels - Bahrain-Victorious - Cofidis - EF Education-EasyPost - Intermarché-Wanty - Lidl-Trek - Movistar Team - Red Bull-BORA-hansgrohe - Soudal Quick-Step - Team Jayco AlUla - Team Picnic-PostNL - UAE Team Emirates XRG - XDS Astana Team ProTeams (4)- Israel-Premier Tech - Q36.5 Pro Cycling Team - Tudor Pro Cycling Team - Uno-X Mobility |
| |

### Lista startowa
| Red Bull-Bora-Hansgrohe RBH | Red Bull-Bora-Hansgrohe RBH | Red Bull-Bora-Hansgrohe RBH |
| --------------------------- | --------------------------- | --------------------------- |
| Nr                          | Kolarz                      | Miejsce                     |
| 1                           | Emil Herzog (GER)           | 23.                         |
| 2                           | Roger Adrià (ESP)           | 42.                         |
| 3                           | Giovanni Aleotti (ITA)      | 33.                         |
| 4                           | Nico Denz (GER)             | 9.                          |
| 5                           | Laurence Pithie (NZL)       | DNF                         |
| 6                           | Frederik Wandahl (DEN)      | 5.                          |
| 7                           | Sam Welsford (AUS)          | DNF                         |

| Cofidis COF | Cofidis COF                 | Cofidis COF |
| ----------- | --------------------------- | ----------- |
| Nr          | Kolarz                      | Miejsce     |
| 11          | Alex Aranburu (ESP) (szosa) | 18.         |
| 12          | Jonathan Lastra (ESP)       | 16.         |
| 13          | Stefano Oldani (ITA)        | 7.          |
| 14          | Paul Ourselin (FRA)         | DNF         |
| 15          | Anthony Perez (FRA)         | 68.         |
| 16          | Sergio Samitier (ESP)       | 21.         |
| 17          | Dylan Teuns (BEL)           | 63.         |

| EF Education-EasyPost EFE | EF Education-EasyPost EFE   | EF Education-EasyPost EFE |
| ------------------------- | --------------------------- | ------------------------- |
| Nr                        | Kolarz                      | Miejsce                   |
| 21                        | Neilson Powless (USA)       | 4.                        |
| 22                        | Samuele Battistella (ITA)   | DNF                       |
| 23                        | Mikkel Frølich Honoré (DEN) | 39.                       |
| 24                        | Alastair MacKellar (AUS)    | 76.                       |
| 25                        | Jack Rootkin-Gray (GBR)     | DNF                       |
| 26                        | Colby Simmons (USA)         | 84.                       |
| 27                        | Michael Valgren (DEN)       | 32.                       |

| Lidl-Trek TBL | Lidl-Trek TBL              | Lidl-Trek TBL |
| ------------- | -------------------------- | ------------- |
| Nr            | Kolarz                     | Miejsce       |
| 31            | Thibau Nys (BEL)           | 35.           |
| 32            | Andrea Bagioli (ITA)       | 57.           |
| 33            | Simone Consonni (ITA)      | DNF           |
| 34            | Tim Declercq (BEL)         | DNF           |
| 35            | Søren Kragh Andersen (DEN) | 52.           |
| 36            | Albert Withen Philipsen    | 6.            |
| 37            | Tim Torn Teutenberg (GER)  | 83.           |

| Soudal Quick-Step SOQ | Soudal Quick-Step SOQ         | Soudal Quick-Step SOQ |
| --------------------- | ----------------------------- | --------------------- |
| Nr                    | Kolarz                        | Miejsce               |
| 41                    | Maximilian Schachmann (GER)   | 29.                   |
| 42                    | Mattia Cattaneo (ITA)         | 34.                   |
| 43                    | Gil Gelders (BEL)             | 43.                   |
| 44                    | Antoine Huby (FRA)            | 56.                   |
| 45                    | Paul Magnier (FRA)            | 91.                   |
| 46                    | Andrea Raccagni Noviero (ITA) | 55.                   |
| 47                    | Jordi Warlop (BEL)            | DNF                   |

| Alpecin-Deceuninck ADC | Alpecin-Deceuninck ADC | Alpecin-Deceuninck ADC |
| ---------------------- | ---------------------- | ---------------------- |
| Nr                     | Kolarz                 | Miejsce                |
| 51                     | Jasper Philipsen (BEL) | DNF                    |
| 52                     | Gal Glivar (SLO)       | 85.                    |
| 53                     | Michael Gogl (AUT)     | DNF                    |
| 54                     | Juri Hollmann (GER)    | 86.                    |
| 55                     | Timo Kielich (BEL)     | 64.                    |
| 56                     | Xandro Meurisse (BEL)  | 19.                    |
| 57                     | Emiel Verstrynge (BEL) | 47.                    |

| Tudor Pro Cycling Team TUD | Tudor Pro Cycling Team TUD | Tudor Pro Cycling Team TUD |
| -------------------------- | -------------------------- | -------------------------- |
| Nr                         | Kolarz                     | Miejsce                    |
| 61                         | Julian Alaphilippe (FRA)   | 69.                        |
| 62                         | Lucas Eriksson (SWE)       | 88.                        |
| 63                         | Robin Froidevaux (SUI)     | DNF                        |
| 64                         | Marc Hirschi (SUI)         | 8.                         |
| 65                         | Alexander Krieger (GER)    | 87.                        |
| 66                         | Rick Pluimers (NED)        | 40.                        |
| 67                         | Fabian Weiss (SUI)         | 72.                        |

| UAE Team Emirates XRG UAD | UAE Team Emirates XRG UAD  | UAE Team Emirates XRG UAD |
| ------------------------- | -------------------------- | ------------------------- |
| Nr                        | Kolarz                     | Miejsce                   |
| 71                        | Nils Politt (GER)          | 51.                       |
| 72                        | Alessandro Covi (ITA)      | 11.                       |
| 73                        | Vegard Stake Laengen (NOR) | 59.                       |
| 74                        | Rui Oliveira (POR)         | 60.                       |
| 75                        | António Morgado (POR)      | 37.                       |
| 76                        | Florian Vermeersch (BEL)   | 53.                       |
| 77                        | Tim Wellens (BEL)          | DNS                       |

| Bahrain Victorious TBV | Bahrain Victorious TBV  | Bahrain Victorious TBV |
| ---------------------- | ----------------------- | ---------------------- |
| Nr                     | Kolarz                  | Miejsce                |
| 81                     | Matej Mohorič (SLO)     | 67.                    |
| 82                     | Roman Ermakov (RUS)     | 71.                    |
| 83                     | Andrea Pasqualon (ITA)  | DNF                    |
| 84                     | Robert Stannard (AUS)   | DNF                    |
| 85                     | Torstein Træen (NOR)    | 30.                    |
| 86                     | Tu Sergio (TPE)         | DNF                    |
| 87                     | Edoardo Zambanini (ITA) | 12.                    |

| Team Jayco AlUla JAY | Team Jayco AlUla JAY         | Team Jayco AlUla JAY |
| -------------------- | ---------------------------- | -------------------- |
| Nr                   | Kolarz                       | Miejsce              |
| 91                   | Michael Matthews (AUS)       | 1.                   |
| 92                   | Alessandro De Marchi (ITA)   | 66.                  |
| 93                   | Davide De Pretto (ITA)       | 28.                  |
| 94                   | Paul Double (GBR)            | 65.                  |
| 95                   | Luke Durbridge (AUS) (szosa) | DNF                  |
| 96                   | Felix Engelhardt (GER)       | 26.                  |
| 97                   | Mauro Schmid (SUI) (szosa)   | DNF                  |

| Uno-X Mobility UXM | Uno-X Mobility UXM               | Uno-X Mobility UXM |
| ------------------ | -------------------------------- | ------------------ |
| Nr                 | Kolarz                           | Miejsce            |
| 101                | Magnus Cort Nielsen (DEN)        | 2.                 |
| 102                | Martin Urianstad (NOR)           | DNF                |
| 103                | Fredrik Dversnes (NOR)           | 24.                |
| 104                | Ådne Holter (NOR)                | 70.                |
| 105                | Anders Halland Johannessen (NOR) | 58.                |
| 106                | Andreas Leknessund (NOR)         | 25.                |
| 107                | Sakarias Koller Løland (NOR)     | 38.                |

| Israel-Premier Tech IPT | Israel-Premier Tech IPT   | Israel-Premier Tech IPT |
| ----------------------- | ------------------------- | ----------------------- |
| Nr                      | Kolarz                    | Miejsce                 |
| 111                     | Stephen Williams (GBR)    | DNF                     |
| 112                     | Pascal Ackermann (GER)    | DNF                     |
| 113                     | Hugo Houle (CAN)          | 13.                     |
| 114                     | Michael Schwarzmann (GER) | DNF                     |
| 115                     | Jake Stewart (GBR)        | DNF                     |
| 116                     | Tom Van Asbroeck (BEL)    | 78.                     |
| 117                     | Ethan Vernon (GBR)        | 82.                     |

| Movistar Team MOV | Movistar Team MOV         | Movistar Team MOV |
| ----------------- | ------------------------- | ----------------- |
| Nr                | Kolarz                    | Miejsce           |
| 121               | Iván García Cortina (ESP) | DNF               |
| 122               | Jon Barrenetxea (ESP)     | 3.                |
| 123               | William Barta (USA)       | DNF               |
| 124               | Ruben Guerreiro (POR)     | 15.               |
| 125               | Gregor Mühlberger (AUT)   | 31.               |
| 126               | Diego Pescador (COL)      | 22.               |
| 127               | Gonzalo Serrano (ESP)     | 45.               |

| Team Picnic-PostNL TPP | Team Picnic-PostNL TPP     | Team Picnic-PostNL TPP |
| ---------------------- | -------------------------- | ---------------------- |
| Nr                     | Kolarz                     | Miejsce                |
| 131                    | Warren Barguil (FRA)       | 10.                    |
| 132                    | Robbe Dhondt (BEL)         | 92.                    |
| 133                    | Nils Eekhoff (NED)         | DNF                    |
| 134                    | Sean Flynn (GBR)           | DNF                    |
| 135                    | Enzo Leijnse (NED)         | DNF                    |
| 136                    | Tobias Lund Andresen (DEN) | 41.                    |
| 137                    | Kevin Vermaerke (USA)      | 73.                    |

| Intermarché-Wanty IWA | Intermarché-Wanty IWA           | Intermarché-Wanty IWA |
| --------------------- | ------------------------------- | --------------------- |
| Nr                    | Kolarz                          | Miejsce               |
| 141                   | Georg Zimmermann (GER)          | 46.                   |
| 142                   | Francesco Busatto (ITA)         | 36.                   |
| 143                   | Alexander Kamp (DEN)            | 75.                   |
| 144                   | Arne Marit (BEL)                | 90.                   |
| 145                   | Jonas Rutsch (GER)              | 44.                   |
| 146                   | Dion Smith (NZL)                | 61.                   |
| 147                   | Roel van Sintmaartensdijk (NED) | 89.                   |

| XDS Astana Team XAT | XDS Astana Team XAT           | XDS Astana Team XAT |
| ------------------- | ----------------------------- | ------------------- |
| Nr                  | Kolarz                        | Miejsce             |
| 151                 | Max Kanter (GER)              | 77.                 |
| 152                 | Cees Bol (NED)                | DNF                 |
| 153                 | Henok Mulubrhan (ERI) (szosa) | 50.                 |
| 154                 | Alessandro Romele (ITA)       | 81.                 |
| 155                 | Su Haoyu (CHN)                | DNF                 |
| 156                 | Mike Teunissen (NED)          | 79.                 |
| 157                 | Simone Velasco (ITA)          | 17.                 |

| Q36.5 Pro Cycling Team Q36 | Q36.5 Pro Cycling Team Q36 | Q36.5 Pro Cycling Team Q36 |
| -------------------------- | -------------------------- | -------------------------- |
| Nr                         | Kolarz                     | Miejsce                    |
| 161                        | Matteo Badilatti (SUI)     | 27.                        |
| 162                        | Sjoerd Bax (NED)           | 49.                        |
| 163                        | Gianluca Brambilla (ITA)   | DNF                        |
| 164                        | Fabio Christen (SUI)       | 14.                        |
| 165                        | David de la Cruz (ESP)     | 20.                        |
| 166                        | David González López (ESP) | 48.                        |
| 167                        | Harm Vanhoucke (BEL)       | 62.                        |

| Arkéa-B&B Hotels ARK | Arkéa-B&B Hotels ARK          | Arkéa-B&B Hotels ARK |
| -------------------- | ----------------------------- | -------------------- |
| Nr                   | Kolarz                        | Miejsce              |
| 171                  | Jenthe Biermans (BEL)         | 80.                  |
| 172                  | Élie Gesbert (FRA)            | DNF                  |
| 173                  | Donavan Grondin (FRA)         | DNF                  |
| 174                  | Michel Ries (LUX)             | 54.                  |
| 175                  | Florian Sénéchal (FRA)        | DNF                  |
| 176                  | Embret Svestad-Bårdseng (NOR) | 74.                  |
| 177                  | Pierre Thierry (FRA)          | DNF                  |

| Red Bull-Bora-Hansgrohe RBH | Red Bull-Bora-Hansgrohe RBH | Red Bull-Bora-Hansgrohe RBH |
| --------------------------- | --------------------------- | --------------------------- |
| Nr                          | Kolarz                      | Miejsce                     |
| 1                           | Emil Herzog (GER)           | 23.                         |
| 2                           | Roger Adrià (ESP)           | 42.                         |
| 3                           | Giovanni Aleotti (ITA)      | 33.                         |
| 4                           | Nico Denz (GER)             | 9.                          |
| 5                           | Laurence Pithie (NZL)       | DNF                         |
| 6                           | Frederik Wandahl (DEN)      | 5.                          |
| 7                           | Sam Welsford (AUS)          | DNF                         |

| Cofidis COF | Cofidis COF                 | Cofidis COF |
| ----------- | --------------------------- | ----------- |
| Nr          | Kolarz                      | Miejsce     |
| 11          | Alex Aranburu (ESP) (szosa) | 18.         |
| 12          | Jonathan Lastra (ESP)       | 16.         |
| 13          | Stefano Oldani (ITA)        | 7.          |
| 14          | Paul Ourselin (FRA)         | DNF         |
| 15          | Anthony Perez (FRA)         | 68.         |
| 16          | Sergio Samitier (ESP)       | 21.         |
| 17          | Dylan Teuns (BEL)           | 63.         |

| EF Education-EasyPost EFE | EF Education-EasyPost EFE   | EF Education-EasyPost EFE |
| ------------------------- | --------------------------- | ------------------------- |
| Nr                        | Kolarz                      | Miejsce                   |
| 21                        | Neilson Powless (USA)       | 4.                        |
| 22                        | Samuele Battistella (ITA)   | DNF                       |
| 23                        | Mikkel Frølich Honoré (DEN) | 39.                       |
| 24                        | Alastair MacKellar (AUS)    | 76.                       |
| 25                        | Jack Rootkin-Gray (GBR)     | DNF                       |
| 26                        | Colby Simmons (USA)         | 84.                       |
| 27                        | Michael Valgren (DEN)       | 32.                       |

| Lidl-Trek TBL | Lidl-Trek TBL              | Lidl-Trek TBL |
| ------------- | -------------------------- | ------------- |
| Nr            | Kolarz                     | Miejsce       |
| 31            | Thibau Nys (BEL)           | 35.           |
| 32            | Andrea Bagioli (ITA)       | 57.           |
| 33            | Simone Consonni (ITA)      | DNF           |
| 34            | Tim Declercq (BEL)         | DNF           |
| 35            | Søren Kragh Andersen (DEN) | 52.           |
| 36            | Albert Withen Philipsen    | 6.            |
| 37            | Tim Torn Teutenberg (GER)  | 83.           |

| Soudal Quick-Step SOQ | Soudal Quick-Step SOQ         | Soudal Quick-Step SOQ |
| --------------------- | ----------------------------- | --------------------- |
| Nr                    | Kolarz                        | Miejsce               |
| 41                    | Maximilian Schachmann (GER)   | 29.                   |
| 42                    | Mattia Cattaneo (ITA)         | 34.                   |
| 43                    | Gil Gelders (BEL)             | 43.                   |
| 44                    | Antoine Huby (FRA)            | 56.                   |
| 45                    | Paul Magnier (FRA)            | 91.                   |
| 46                    | Andrea Raccagni Noviero (ITA) | 55.                   |
| 47                    | Jordi Warlop (BEL)            | DNF                   |

| Alpecin-Deceuninck ADC | Alpecin-Deceuninck ADC | Alpecin-Deceuninck ADC |
| ---------------------- | ---------------------- | ---------------------- |
| Nr                     | Kolarz                 | Miejsce                |
| 51                     | Jasper Philipsen (BEL) | DNF                    |
| 52                     | Gal Glivar (SLO)       | 85.                    |
| 53                     | Michael Gogl (AUT)     | DNF                    |
| 54                     | Juri Hollmann (GER)    | 86.                    |
| 55                     | Timo Kielich (BEL)     | 64.                    |
| 56                     | Xandro Meurisse (BEL)  | 19.                    |
| 57                     | Emiel Verstrynge (BEL) | 47.                    |

| Tudor Pro Cycling Team TUD | Tudor Pro Cycling Team TUD | Tudor Pro Cycling Team TUD |
| -------------------------- | -------------------------- | -------------------------- |
| Nr                         | Kolarz                     | Miejsce                    |
| 61                         | Julian Alaphilippe (FRA)   | 69.                        |
| 62                         | Lucas Eriksson (SWE)       | 88.                        |
| 63                         | Robin Froidevaux (SUI)     | DNF                        |
| 64                         | Marc Hirschi (SUI)         | 8.                         |
| 65                         | Alexander Krieger (GER)    | 87.                        |
| 66                         | Rick Pluimers (NED)        | 40.                        |
| 67                         | Fabian Weiss (SUI)         | 72.                        |

| UAE Team Emirates XRG UAD | UAE Team Emirates XRG UAD  | UAE Team Emirates XRG UAD |
| ------------------------- | -------------------------- | ------------------------- |
| Nr                        | Kolarz                     | Miejsce                   |
| 71                        | Nils Politt (GER)          | 51.                       |
| 72                        | Alessandro Covi (ITA)      | 11.                       |
| 73                        | Vegard Stake Laengen (NOR) | 59.                       |
| 74                        | Rui Oliveira (POR)         | 60.                       |
| 75                        | António Morgado (POR)      | 37.                       |
| 76                        | Florian Vermeersch (BEL)   | 53.                       |
| 77                        | Tim Wellens (BEL)          | DNS                       |

| Bahrain Victorious TBV | Bahrain Victorious TBV  | Bahrain Victorious TBV |
| ---------------------- | ----------------------- | ---------------------- |
| Nr                     | Kolarz                  | Miejsce                |
| 81                     | Matej Mohorič (SLO)     | 67.                    |
| 82                     | Roman Ermakov (RUS)     | 71.                    |
| 83                     | Andrea Pasqualon (ITA)  | DNF                    |
| 84                     | Robert Stannard (AUS)   | DNF                    |
| 85                     | Torstein Træen (NOR)    | 30.                    |
| 86                     | Tu Sergio (TPE)         | DNF                    |
| 87                     | Edoardo Zambanini (ITA) | 12.                    |

| Team Jayco AlUla JAY | Team Jayco AlUla JAY         | Team Jayco AlUla JAY |
| -------------------- | ---------------------------- | -------------------- |
| Nr                   | Kolarz                       | Miejsce              |
| 91                   | Michael Matthews (AUS)       | 1.                   |
| 92                   | Alessandro De Marchi (ITA)   | 66.                  |
| 93                   | Davide De Pretto (ITA)       | 28.                  |
| 94                   | Paul Double (GBR)            | 65.                  |
| 95                   | Luke Durbridge (AUS) (szosa) | DNF                  |
| 96                   | Felix Engelhardt (GER)       | 26.                  |
| 97                   | Mauro Schmid (SUI) (szosa)   | DNF                  |

| Uno-X Mobility UXM | Uno-X Mobility UXM               | Uno-X Mobility UXM |
| ------------------ | -------------------------------- | ------------------ |
| Nr                 | Kolarz                           | Miejsce            |
| 101                | Magnus Cort Nielsen (DEN)        | 2.                 |
| 102                | Martin Urianstad (NOR)           | DNF                |
| 103                | Fredrik Dversnes (NOR)           | 24.                |
| 104                | Ådne Holter (NOR)                | 70.                |
| 105                | Anders Halland Johannessen (NOR) | 58.                |
| 106                | Andreas Leknessund (NOR)         | 25.                |
| 107                | Sakarias Koller Løland (NOR)     | 38.                |

| Israel-Premier Tech IPT | Israel-Premier Tech IPT   | Israel-Premier Tech IPT |
| ----------------------- | ------------------------- | ----------------------- |
| Nr                      | Kolarz                    | Miejsce                 |
| 111                     | Stephen Williams (GBR)    | DNF                     |
| 112                     | Pascal Ackermann (GER)    | DNF                     |
| 113                     | Hugo Houle (CAN)          | 13.                     |
| 114                     | Michael Schwarzmann (GER) | DNF                     |
| 115                     | Jake Stewart (GBR)        | DNF                     |
| 116                     | Tom Van Asbroeck (BEL)    | 78.                     |
| 117                     | Ethan Vernon (GBR)        | 82.                     |

| Movistar Team MOV | Movistar Team MOV         | Movistar Team MOV |
| ----------------- | ------------------------- | ----------------- |
| Nr                | Kolarz                    | Miejsce           |
| 121               | Iván García Cortina (ESP) | DNF               |
| 122               | Jon Barrenetxea (ESP)     | 3.                |
| 123               | William Barta (USA)       | DNF               |
| 124               | Ruben Guerreiro (POR)     | 15.               |
| 125               | Gregor Mühlberger (AUT)   | 31.               |
| 126               | Diego Pescador (COL)      | 22.               |
| 127               | Gonzalo Serrano (ESP)     | 45.               |

| Team Picnic-PostNL TPP | Team Picnic-PostNL TPP     | Team Picnic-PostNL TPP |
| ---------------------- | -------------------------- | ---------------------- |
| Nr                     | Kolarz                     | Miejsce                |
| 131                    | Warren Barguil (FRA)       | 10.                    |
| 132                    | Robbe Dhondt (BEL)         | 92.                    |
| 133                    | Nils Eekhoff (NED)         | DNF                    |
| 134                    | Sean Flynn (GBR)           | DNF                    |
| 135                    | Enzo Leijnse (NED)         | DNF                    |
| 136                    | Tobias Lund Andresen (DEN) | 41.                    |
| 137                    | Kevin Vermaerke (USA)      | 73.                    |

| Intermarché-Wanty IWA | Intermarché-Wanty IWA           | Intermarché-Wanty IWA |
| --------------------- | ------------------------------- | --------------------- |
| Nr                    | Kolarz                          | Miejsce               |
| 141                   | Georg Zimmermann (GER)          | 46.                   |
| 142                   | Francesco Busatto (ITA)         | 36.                   |
| 143                   | Alexander Kamp (DEN)            | 75.                   |
| 144                   | Arne Marit (BEL)                | 90.                   |
| 145                   | Jonas Rutsch (GER)              | 44.                   |
| 146                   | Dion Smith (NZL)                | 61.                   |
| 147                   | Roel van Sintmaartensdijk (NED) | 89.                   |

| XDS Astana Team XAT | XDS Astana Team XAT           | XDS Astana Team XAT |
| ------------------- | ----------------------------- | ------------------- |
| Nr                  | Kolarz                        | Miejsce             |
| 151                 | Max Kanter (GER)              | 77.                 |
| 152                 | Cees Bol (NED)                | DNF                 |
| 153                 | Henok Mulubrhan (ERI) (szosa) | 50.                 |
| 154                 | Alessandro Romele (ITA)       | 81.                 |
| 155                 | Su Haoyu (CHN)                | DNF                 |
| 156                 | Mike Teunissen (NED)          | 79.                 |
| 157                 | Simone Velasco (ITA)          | 17.                 |

| Q36.5 Pro Cycling Team Q36 | Q36.5 Pro Cycling Team Q36 | Q36.5 Pro Cycling Team Q36 |
| -------------------------- | -------------------------- | -------------------------- |
| Nr                         | Kolarz                     | Miejsce                    |
| 161                        | Matteo Badilatti (SUI)     | 27.                        |
| 162                        | Sjoerd Bax (NED)           | 49.                        |
| 163                        | Gianluca Brambilla (ITA)   | DNF                        |
| 164                        | Fabio Christen (SUI)       | 14.                        |
| 165                        | David de la Cruz (ESP)     | 20.                        |
| 166                        | David González López (ESP) | 48.                        |
| 167                        | Harm Vanhoucke (BEL)       | 62.                        |

| Arkéa-B&B Hotels ARK | Arkéa-B&B Hotels ARK          | Arkéa-B&B Hotels ARK |
| -------------------- | ----------------------------- | -------------------- |
| Nr                   | Kolarz                        | Miejsce              |
| 171                  | Jenthe Biermans (BEL)         | 80.                  |
| 172                  | Élie Gesbert (FRA)            | DNF                  |
| 173                  | Donavan Grondin (FRA)         | DNF                  |
| 174                  | Michel Ries (LUX)             | 54.                  |
| 175                  | Florian Sénéchal (FRA)        | DNF                  |
| 176                  | Embret Svestad-Bårdseng (NOR) | 74.                  |
| 177                  | Pierre Thierry (FRA)          | DNF                  |

Legenda: DNF – nie ukończył, OTL – przekroczył limit czasu, DNS – nie wystartował, DSQ – zdyskwalifikowany.

## Klasyfikacja generalna
| \| Klasyfikacja generalna \| Klasyfikacja generalna \| Klasyfikacja generalna \| Klasyfikacja generalna \| Klasyfikacja generalna \| \| Kolarz \| Kolarz \| Państwo \| Drużyna \| Czas \| \| ---------------------- \| ----------------------- \| ---------------------- \| ----------------------- \| ---------------------- \| \| 1. \| Michael Matthews \| Australia \| Team Jayco AlUla \| 4h 38' 33" \| \| 2. \| Magnus Cort Nielsen \| Dania \| Uno-X Mobility \| + 0" \| \| 3. \| Jon Barrenetxea \| Hiszpania \| Movistar Team \| + 0" \| \| 4. \| Neilson Powless \| Stany Zjednoczone \| EF Education-EasyPost \| + 0" \| \| 5. \| Frederik Wandahl \| Dania \| Red Bull-Bora-Hansgrohe \| + 0" \| \| 6. \| Albert Withen Philipsen \| Królestwo Danii \| Lidl-Trek \| + 0" \| \| 7. \| Stefano Oldani \| Włochy \| Cofidis \| + 0" \| \| 8. \| Marc Hirschi \| Szwajcaria \| Tudor Pro Cycling Team \| + 0" \| \| 9. \| Nico Denz \| Niemcy \| Red Bull-Bora-Hansgrohe \| + 0" \| \| 10. \| Warren Barguil \| Francja \| Team Picnic-PostNL \| + 0" \| |                         |                   |                         |            |
| |                         |                   |                         |            |
| Źródła: ProCyclingStats Cycling Quotient |                         |                   |                         |            |
| Klasyfikacja generalna |                         |                   |                         |            |
| Kolarz | Kolarz                  | Państwo           | Drużyna                 | Czas       |
| 1. | Michael Matthews        | Australia         | Team Jayco AlUla        | 4h 38' 33" |
| 2. | Magnus Cort Nielsen     | Dania             | Uno-X Mobility          | + 0"       |
| 3. | Jon Barrenetxea         | Hiszpania         | Movistar Team           | + 0"       |
| 4. | Neilson Powless         | Stany Zjednoczone | EF Education-EasyPost   | + 0"       |
| 5. | Frederik Wandahl        | Dania             | Red Bull-Bora-Hansgrohe | + 0"       |
| 6. | Albert Withen Philipsen | Królestwo Danii   | Lidl-Trek               | + 0"       |
| 7. | Stefano Oldani          | Włochy            | Cofidis                 | + 0"       |
| 8. | Marc Hirschi            | Szwajcaria        | Tudor Pro Cycling Team  | + 0"       |
| 9. | Nico Denz               | Niemcy            | Red Bull-Bora-Hansgrohe | + 0"       |
| 10. | Warren Barguil          | Francja           | Team Picnic-PostNL      | + 0"       |